# Villanueva de la Fuente
Villanueva de la Fuente és un municipi de la província de Ciudad Real a la comunitat autònoma de Castella-La Manxa. Forma part de la comarca de Campo de Montiel

## Personatges il·lustres
- Francesc Antoni de la Dueña y Cisneros, bisbe d'Urgell, copríncep d'Andorra i diputat a les Corts de Cadis.